# تاد ریوالدو فره
تاد ریوالدو فره (انگلیسی: Todd Rivaldo Ferre؛ زادهٔ ۱۵ مارس ۱۹۹۹) بازیکن فوتبال اهل اندونزی است که در پست هافبک هجومی برای باشگاه فوتبال پرسیپورا جایاپورا در سوپر لیگ اندونزی و تیم ملی زیر ۲۳ سال اندونزی بازی می‌کند.